# CAM ON!〜5th Anniversary Best〜
『CAM ON!〜5th Anniversary Best〜』（カムオン！フィフス アニバーサリー ベスト）は、日本の歌手・大原櫻子が2019年3月6日にVictor Entertainmentから発売する1枚目のベスト・アルバムである。

## 収録曲

### Disc1
1. サンキュー。
2. 青い季節
3. のり巻きおにぎり
4. マイ フェイバリット ジュエル
5. キミを忘れないよ
6. サイン
7. 明日も
8. 真夏の太陽
9. Happy Days
10. 大好き
11. ひらり
12. さよなら
13. Joy & Joy
14. 踊ろう

### Disc2
1. Jet Set Music!
2. READY GO!
3. いとしのギーモ
4. 瞳
5. 頑張ったっていいんじゃない
6. Over the rainbow
7. 遠くまで
8. 泣きたいくらい
9. ちっぽけな愛のうた
10. 明日も（Reprise version）
11. 卒業（Reprise version）
12. ちっぽけな愛のうた（Reprise version）